# Mành

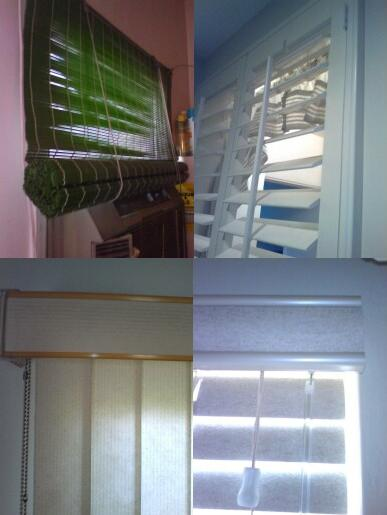
Hình ảnh các loại mành cửa sổ.

Mành hay mành mành là một vật dụng dùng để che cửa hoặc cửa sổ tại nhà ở. Mành có thể dịch theo chiều ngang hay chiều dọc để điều chỉnh độ sáng cần thiết cho căn phòng hoặc nhà ở.

## Công dụng
Khi sử dụng, người ta để mở mành để che kín một phần hoặc toàn bộ cửa, cửa sổ theo nhu cầu. Khi không có nhu cầu che nắng, gió hoặc để lấy ánh sáng, người ta có thể kéo gọn mành kéo gọn lên phía trên. Ngoài công dụng che bớt nắng, gió và che ánh sáng, mành còn làm tăng vẻ đẹp thẩm mỹ cho căn phòng.

## Các loại mành
Mành được làm từ nhiều loại vật liệu khác nhau như tre, gỗ, nhựa (plastic), kim loại (nhôm) và vải bạt. Cũng có loại mành như sử dụng một mảnh duy nhất thay vì dùng các thanh chắn ngang.
Phân theo cơ chế đóng mở của mành được chia làm hai loại: loại tự động và loại kéo bằng tay. Loại tự động được dùng trong các công sở, văn phòng, tòa nhà cao tầng điều chỉnh theo nhiệt độ, độ sáng. Mành kéo tay thường được thiết kế tại nhà.
Mành kéo dây là một trong những loại mành được phát minh sớm nhất vào năm 1888 bởi ông G. L. Castner.

## Hình ảnh các loại mành

Các dạng mành
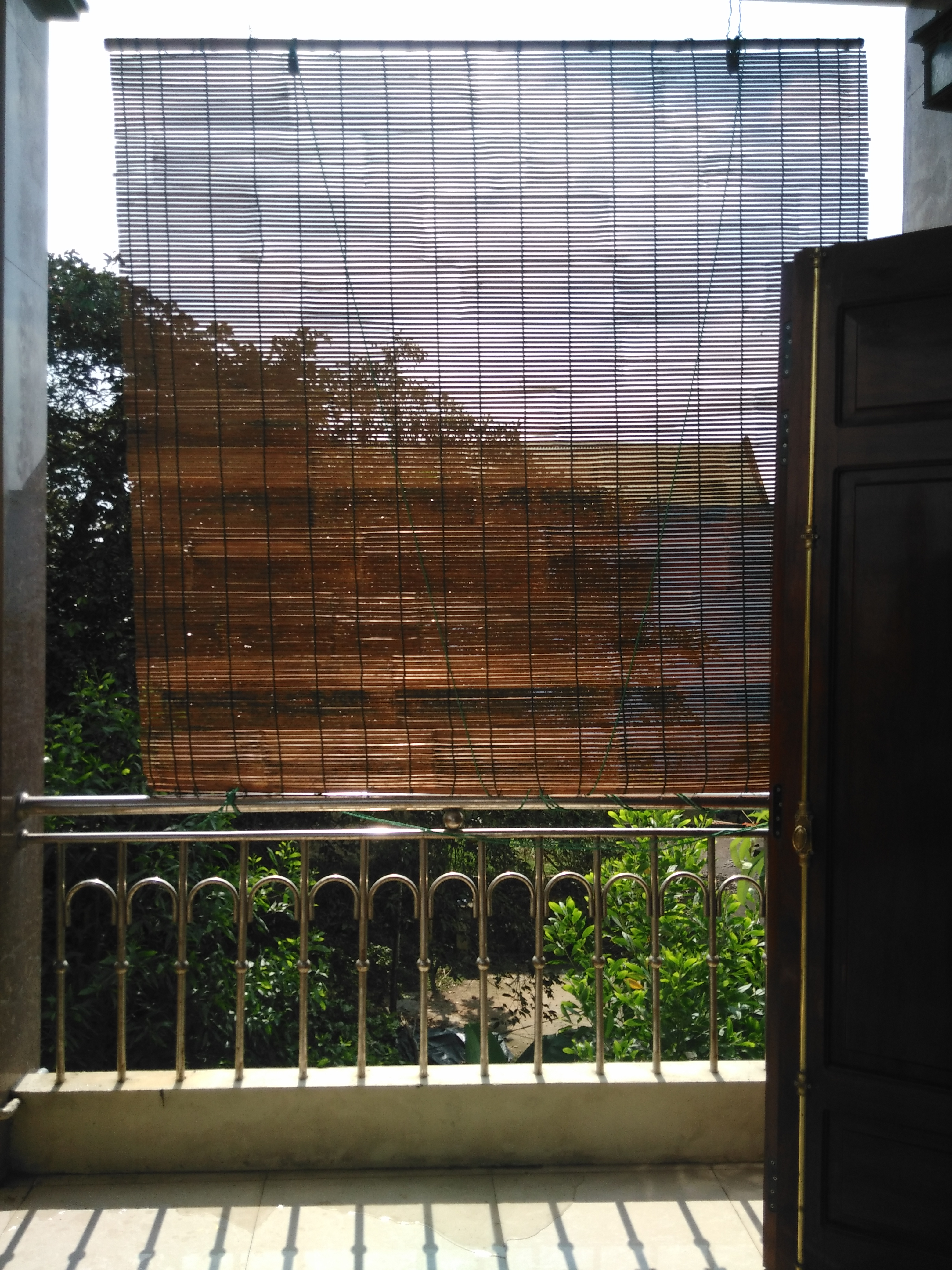
Mành cửa ở Việt Nam
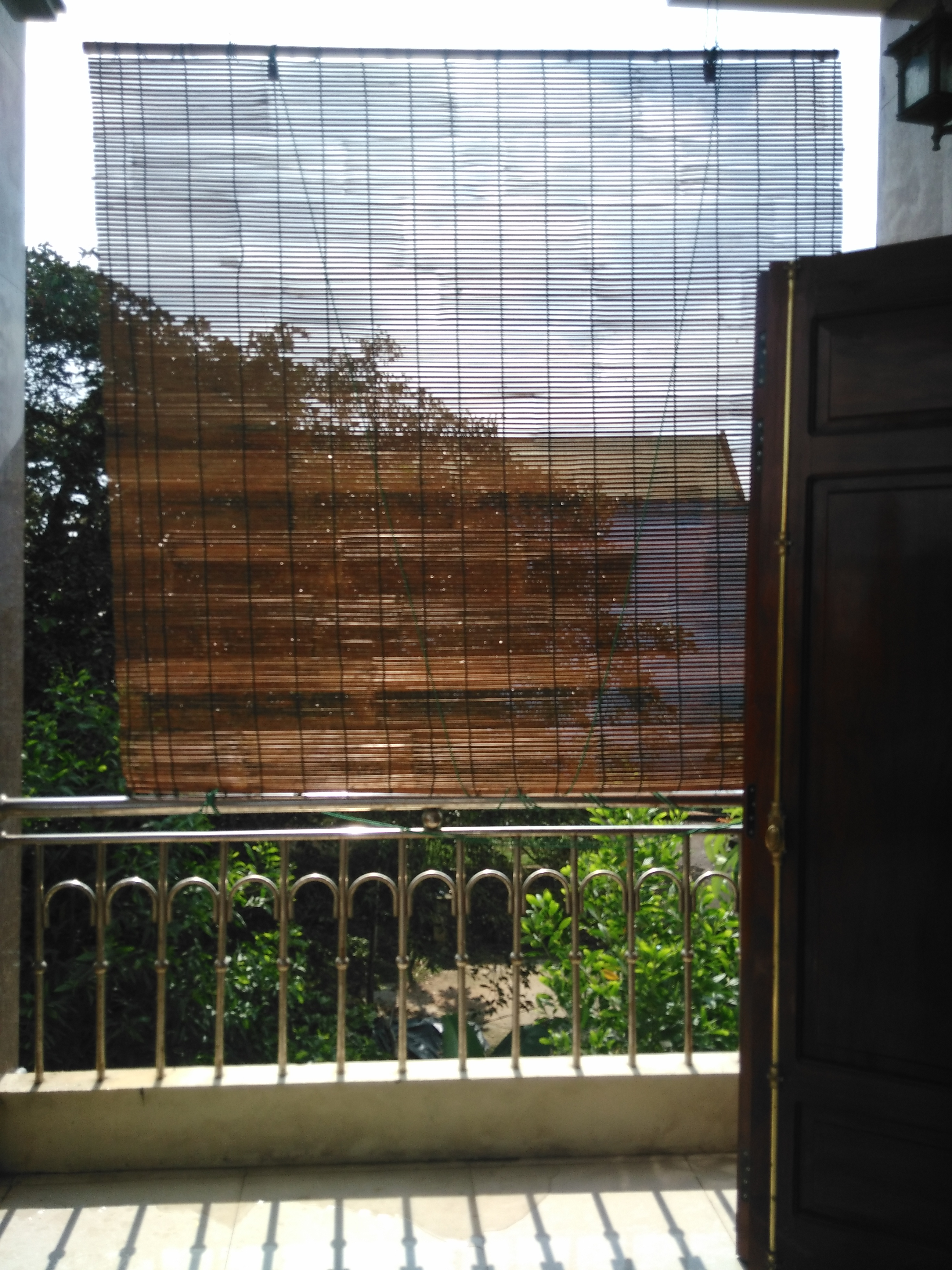
Mành cửa kiểu Việt Nam
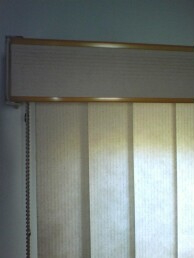
Mành được đóng kín
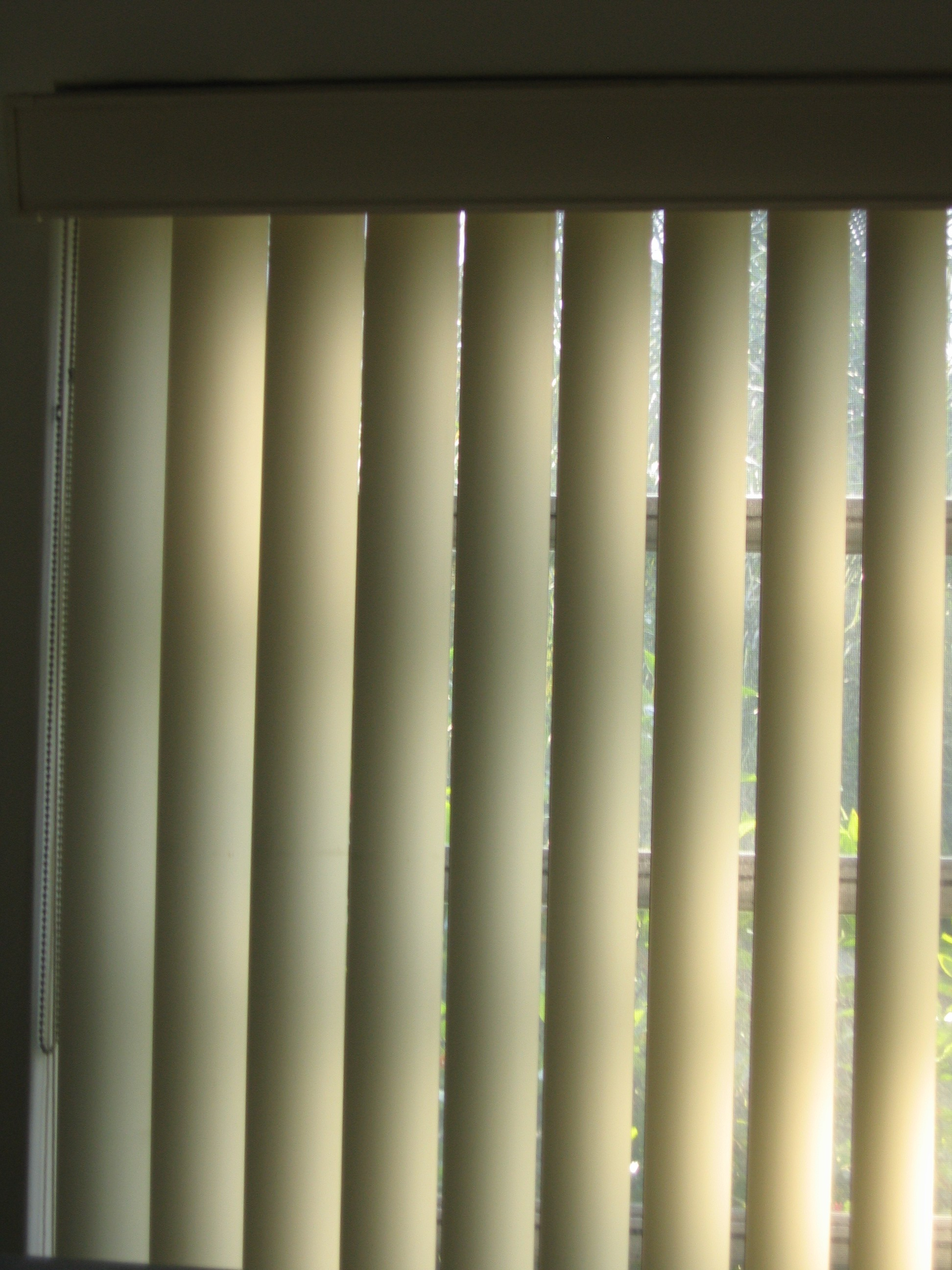
Mành có khe hở ít ánh sáng
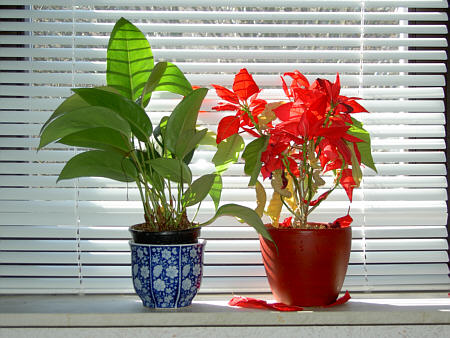
Mành có thanh chắn ngang
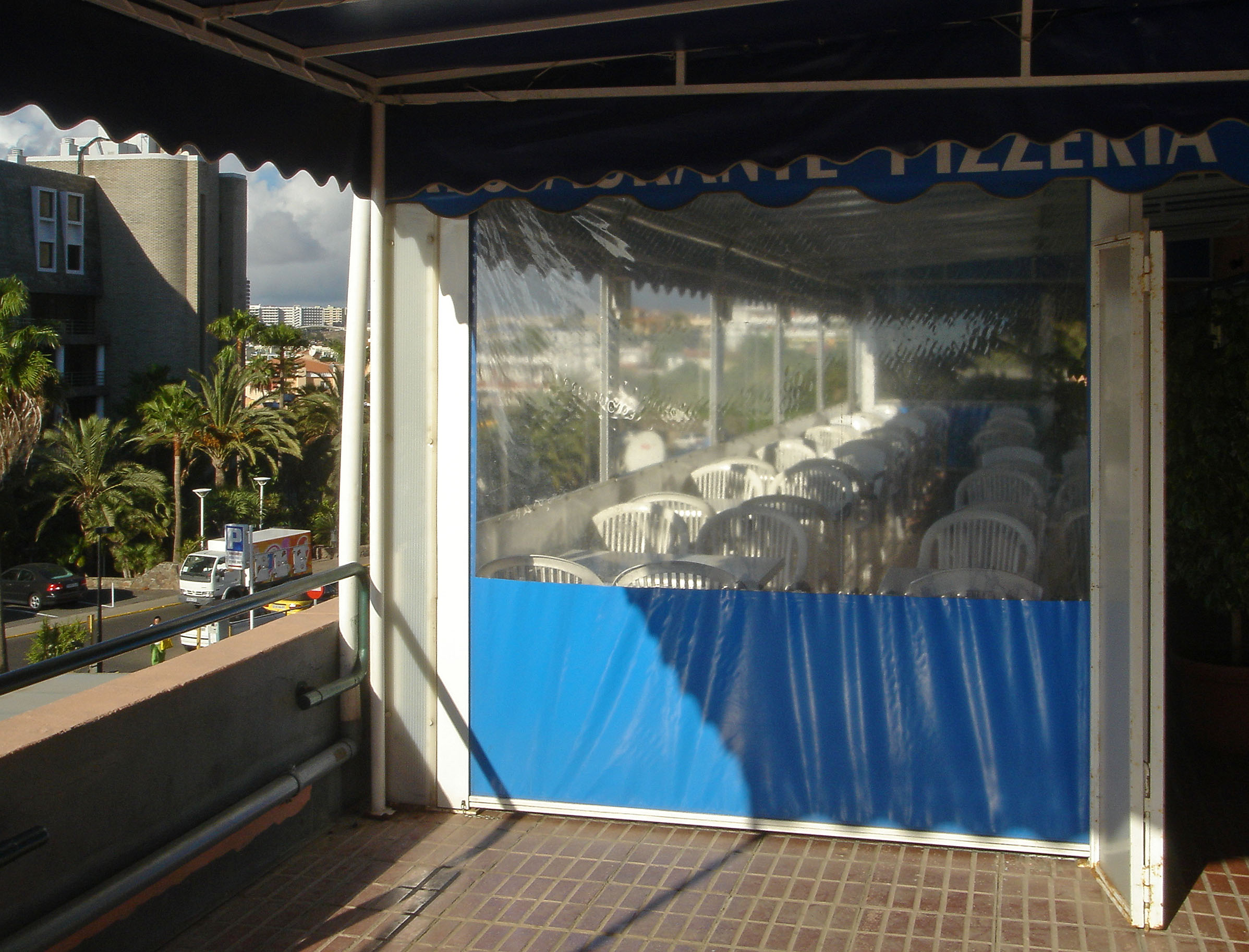
Mành cuộn cửa sổ